# マジカノ放送局
マジカノ放送局（マジカノほうそうきょく）は、TVアニメ作品『マジカノ』の関連番組として2006年4月13日 ～ 2006年9月28日まで配信されたインターネットラジオ番組。　パーソナリティは野川さくらと井ノ上奈々。
2008年1月発売のマジカノDVDボックスの特典として全話収録ディスクを同梱。

## 番組概要
- 放送期間：2006年4月13日 ～ 2006年9月28日(全 12回)
- 配信サイト：アニスタ.TV
- 配信日：第2・第4木曜日

## 番組コーナー
- ふつおた
- マジで告白
リスナーの告白したい事を募集、発表してもらうコーナー。
- マジブチ
実際に使えたら良いと思うちょっとした魔法を考えるコーナー。

## ゲスト
| 配信回 | ゲスト出演者      | 備考         |
| ------ | ----------------- | ------------ |
| 第 6回 | 岸誠二 酒井香奈子 |              |
| 第 7回 | 金田朋子          | （公開録音） |